# 캉브레 전투 (1918년)
캉브레 전투 (1918년) (제2차 캉브레 전투로도 알려져 있음)는 제1차 세계 대전의 백일 공세 동안 영국 제1, 제3, 제4군과 독일 제국군 사이에 벌어진 전투이다. 이 전투는 1918년 10월 8일부터 10일까지 프랑스 도시 캉브레와 그 주변에서 일어났다. 이 전투에는 1918년의 새로운 전술, 특히 전차가 많이 사용되었다. 이 전투에서는 300대 이상의 전차가 참여하여 36시간 만에 상당한 전진을 이루었으며, 이전 전쟁 단계에 비해 경미한 수준으로 독일군보다 영국군 사상자가 약 2,000명 더 많았다.

## 전투
캉브레에 접근하는 연합군은 약 7,000 yd (6,400 m)에 걸쳐 펼쳐진 3개의 독일 방어선에 의해 방어되고 있었으며, 제20 향토방위군과 54 예비군 사단이 지키고 있었고, 150문 이하의 포병 지원을 받고 있었다. 상대적으로 약한 방어는 서부 전선 전체에 걸친 연합군의 대공세, 특히 이 지역에서 캐나다 군단이 노르 운하 전투에서 훨씬 강력한 방어선을 압도하며 빠르게 접근했기 때문이었다. 독일 방어군은 맹렬한 연합군의 포격과 보병 및 항공기의 긴밀한 지원을 받는 324대의 전차 사용에 대비하지 못했다.
10월 8일, 제2캐나다사단은 캉브레에 진입하여 산발적이고 경미한 저항에 부딪혔다. 그러나 그들은 빠르게 북쪽으로 진격했고, 도시의 "소탕"은 뒤따르는 제3캐나다사단에 맡겼다. 10월 10일 제3사단이 도시에 진입했을 때, 그들은 도시가 텅 비어 있는 것을 발견했다. 사상자는 20명 미만이었다.
1918년 10월의 캉브레 전투는 제1차 세계 대전의 종결 단계에서 중요한 전환점이 되었다. 힌덴부르크선이 결정적으로 돌파되고 캉브레가 점령되자, 연합군의 진격 속도는 후퇴하는 독일군에게 참호 방어선을 파고들 시간을 거의 주지 않았다. 대신, 그들은 주로 도시 지역에 진지를 구축하여 민간인 인구를 사용하여 포격의 가능성을 줄이고, 건물, 벽 및 기타 강화된 장애물이 제공하는 임시 방어선을 활용하여 진격하는 연합군 보병과 교전했다. 전쟁은 정적인 참호전에서 기동전으로 전환되었다.

## 전투 이후
캉브레 점령은 예상보다 훨씬 빠르게 달성되었지만, 도시 북동쪽에서 독일군의 저항이 거세져 진격을 늦추고 캐나다 군단이 참호를 파고들게 만들었다.
영국 병사 아서 불록은 캉브레가 점령되고 전선이 그 너머의 능선으로 이동한 후 도시에 진입한 것을 회고한다. 그는 "대규모 병력이 엄격한 시간표에 따라 배치되고 철수"하면서 독일군을 계속 격퇴했다고 묘사했으며, "심장을 뛰게 만든 것은 음악 소리, 즉 악단이 연주하며 대대가 진군하는 소리였다"고 기록했다. 그는 한 지점에서 50만 명 이상의 병력을 볼 수 있었다고 회상했다. "그것은 시계처럼 움직이는 거대한 규모의 압도적인 군사력의 장관이었으며, 설명할 수 없는 확신과 활기찬 정신을 보여주었다." 불록은 또한 "밴드가 재즈를 연주하며 텅 비어 메아리치는 캉브레 거리를 행진"했던 것을 기억한다.

## 참고 문헌
- Brown, Angus (2006). 《In the Footsteps of the Canadian Corps; Canada's First World War 1914–1918》. Ottawa: Magic Light Publishing. ISBN 1-894673-24-7.
- Berton, Pierre (2001). 《Marching as to War: Canada's Turbulent Years, 1899–1953》. Toronto: Doubleday Canada. ISBN 0-385-25725-2.
- Bullock, Arthur (2009). 《Gloucestershire Between the Wars: A Memoir》. The History Press. ISBN 978-0-7524-4793-3. (Pages 77–79)
- Keegan, John (1999). 《The First World War》 UK판. London: Pimlico. ISBN 0-7126-6645-1.
- Christie, Norm (1997). 《For King and Empire: The Canadian at Cambrai》. CEF Books. ISBN 1-896979-18-1.
- McNab, Chris. Battle Story: Cambrai 1917. The History Press, 2012.
- Vollmann, William T. “The End of the Line.” Smithsonian 49, no. 6 (October 2018): 48–76.
- “THE NEWFOUNDLAND REGIMENT in the Battle of Cambrai. - UK Libraries- University of Kentucky (UKY).” Accessed December 5, 2023. https://saalck-uky.primo.exlibrisgroup.com.
- Library of Congress, Washington, D.C. 20540 USA. “Offensive on the Cambrai Front. Curious Incident of the Battle. Scene at an Advanced Dressing Station of a Highland Battalion. German Prisoners Hauling up a Wounded by a Windless from a Dug-Out.” Image. Accessed December 5, 2023. https://www.loc.gov/item/2017671890/.